# Монмут (Калифорнија)
Монмут (енгл. Monmouth) насељено је место без административног статуса у америчкој савезној држави Калифорнија.

## Демографија
По попису из 2010. године број становника је 152.
| Група             | 2000.    | 2010.       |
| Белци             | 0 (0,0%) | 30 (19,7%)  |
| Афроамериканци    | 0 (0,0%) | 6 (3,9%)    |
| Азијати           | 0 (0,0%) | 5 (3,3%)    |
| Хиспаноамериканци | 0 (0,0%) | 107 (70,4%) |
| Укупно            | 0        | 152         |